# Santa Maria (Pangasinan)
Santa Maria ist eine Stadtgemeinde in der philippinischen Provinz Pangasinan. Im Jahre 2015 lebten in dem flachen Gebiet 33.038 Menschen. Die meisten Einwohner leben von der Landwirtschaft. In der Gemeinde befindet sich ein Campus der Pangasinan State University.
Santa Maria ist in folgende 23 Baranggays aufgeteilt:
| - Bal-loy - Bantog - Caboluan - Cal-litang - Capandanan - Cauplasan - Dalayap - Libsong - Namagbagan - Paitan - Pataquid - Pilar | - Poblacion East - Poblacion West - Pugot - Samon - San Alejandro - San Mariano - San Pablo - San Patricio - San Vicente - Santa Cruz - Santa Rosa |

## Persönlichkeiten
- Pedro Magugat (1925–1990), römisch-katholischer Ordensgeistlicher und Bischof von Urdaneta